# Christian Christiansen (Politiker)
Jens Carl Christian Marinus Christiansen (* 14. September 1895 in Kankbølle, Hjortshøj, Aarhus; † 6. Februar 1963 in Kopenhagen) war ein dänischer Politiker der Sozialdemokraten (Socialdemokraterne), der unter anderem 1932 und erneut von 1935 bis zu seinem Tode 1963 Mitglied des Parlaments (Folketing) war. Er war zwischen 1947 und 1950 sowie abermals von 1953 bis 1957 Fischereiminister.

## Leben

### Maschinenschlosser, Jugend- und Parteifunktionär
Jens Carl Christian Marinus Christiansen, Sohn des Schmieds Jens Peter Christiansen, begann nach dem Besuch der Aarhus Kommuneskole 1911 eine Berufsausbildung zum Maschinenschlosser in der Frichs Maskinfabrik og Kedelsmedie A/S, in der er nach seiner Ausbildung von 1916 bis 1920 als Maschinenschlosser arbeitete. 1920 wurde er erster Vorsitzender der neu gegründeten Sozialdemokratischen Jugend Dänemarks DSU (Danmarks Socialdemokratiske Ungdom) und bekleidete diese Funktion bis 1927, woraufhin Hans Hedtoft seine Nachfolge antrat. Zugleich gehörte er in dieser Zeit von 1920 bis 1927 als Mitglied dem Hauptvorstand und dem Exekutivkomitee der Sozialdemokraten (Socialdemokraterne) an. Im Anschluss war er zwischen 1927 und 1930 Sekretär des Arbeiterbildungsausschusses in Aarhus und zugleich von 1929 bis 1930 Mitglied des Stadtrates (Byråd) von Aarhus.
Christiansen fungierte anschließend zwischen 1930 und 1947 als Geschäftsführer des Arbeiterbildungsverbandes AOF (Arbejdernes Oplysningsforbund Danmark), ein 1924 gegründeter landesweiter Zusammenschluss von Abendschulen, Tagesschulen und Sprachzentren. Zugleich wurde er 1930 Vorsitzender der Volkshochschule Roskilde Højskole und Mitglied der Redaktion der Parteizeitung Socialisten. Des Weiteren war er zwischen 1930 und 1947 Mitglied des Vorstandes des Arbeiterrundfunkverbandes (Arbejdernes Radioforbund) sowie zeitgleich Mitglied des Komitees der Volksuniversitäten und zwischen 1931 und 1932 Stellvertretender Vorsitzender der Vereinigung der Volksuniversitäten (Folkeuniversitetsforeningen). 1931 wurde er erneut Mitglied des Hauptvorstandes sowie des Exekutivkomitees der Sozialdemokraten und gehörte diesen obersten Führungsgremien der Socialdemokraterne bis zu seinem Tod 1963 an.

### Folketing-Mitglied und weitere Funktionen
Christian Christiansen wurde für die Sozialdemokraten am 1. Januar 1932 erstmals Mitglied des Parlaments (Folketing) und gehörte diesem als Vertreter des Wahlkreises Århus Amtskreds bis zum 16. November 1932 an. Er war zwischen 1932 und 1947 Mitglied des Vorstandes für Dänische Kulturfilme. Am 22. Oktober 1935 wurde er für die Socialdemokraterne erneut Mitglied des Folketing und vertrat nunmehr bis zu seinem Tode am 6. Februar 1963 den Wahlkreis Hjørring Amtskreds. 
1935 wurde er Mitglied des neu gegründeten Staatlichen Haushaltsrates (Staten Husholdningsråd), die erste staatliche Verbraucherinstitution der Welt, die sich zum Ziel gesetzt hatte, zu Produktqualität, Hygiene und Ähnlichem zu beraten. Gleichzeitig war er zwischen 1935 und 1947 Mitglied des ständigen Autorenkomitees des Bildungsministeriums sowie Mitglied des Vorstands des Kulturfonds. Er war des Weiteren von 1938 bis 1947 Mitglied des Vorstandes des Filmrates (Filmrådet) und war außerdem seit 1939 Mitglied des Vorstands der Vereinigung Norden (Foreningen Norden), ein in den nordischen Ländern vertretener Verein zur Förderung der kulturellen und politischen Zusammenarbeit zwischen den einzelnen nordischen Ländern. Darüber hinaus engagierte er sich zwischen 1941 und 1942 als stellvertretender Vorsitzender der Nationalen Vereinigung zur Bekämpfung rheumatischer Erkrankungen sowie zeitgleich als Sekretär des Volksbildungsrates (Folkeoplysnings Samråd). Darüber hinaus war er 1942 Mitglied des Exekutivkomitees des Genossenschaftlichen Gewerkschaftsverbandes (De samvirkende Fagforbund) sowie zwischen dem 21. August und dem 9. November 1942 Mitglied des Kooperationsausschusses der Parteien im Reichstag (Rigsdag). Nach dem Ende der deutschen Besetzung Dänemarks im Zweiten Weltkrieg war er von 1946 bis 1953 Mitglied des Komitees des Bildungsministeriums zur Unterstützung der dänischen Filmproduktion.

### Fischereiminister
Am 13. November 1947 wurde Christian Christiansen Fischereiminister (Fiskeriminister) in der Regierung Hedtoft I und bekleidete dieses bis zum 30. Oktober 1950. 1949 war er zudem Vorsitzender des Arbeiterbildungsverbandes AOF sowie 1952 Vertreter des Folketing im Nordischen Rates.
Am 30. September 1953 wurde er in der Regierung Hedtoft II erneut Fischereiminister. Nach dem Tode von Ministerpräsident Hans Hedtoft am 29. Januar 1955 bekleidete er das Amt des Fischereiministers vom 29. Januar 1955 bis zum 28. Mai 1957 auch in der Regierung Hansen I. Er fungierte außerdem zwischen Mai 1955 und Mai 1956 als kommissarischer Vorsitzender des Ausschusses für Verteidigungspolitik.
Nach seinem Ausscheiden aus der Regierung war Christensen von 1957 bis zu seinem Tode 1963 Mitglied des Währungsausschusses und ab 1957 Mitglied des Repräsentantenrates der Dänischen Nationalbank (Danmarks Nationalbank). Gleichzeitig fungierte er zwischen 1958 und 1963 als Mitglied des Programmkomitees von Danmarks Radio und von 1960 bis 1963 als stellvertretender Vorsitzender der Vereinigung Norden. Darüber hinaus war er zwischen 1960 und seinem Tode 1963 abermals Vertreter des Folketing im Nordischen Rat.

## Veröffentlichungen
- Arbejderfester, 1932
- Organisationskundskab, 1933
- Haandbog i socialdemokratisk Ungdomsarbejde, Mitautor Hans Hansen, 1933
- 10 Aars Arbejder-Oplysning, Mitautoren C. V. Bramsnæs und Oluf Bertolt, 1934
- Dirigenten, 1939
- Fest i Foreningen, 1945
- Tillidsmandskundskab, Mitautoren Kaj Bundvad und Ejler Jensen, 1946
- Fremtidens Tillidsmands Uddannelse, 1951